# Гуадалупе Посада, Хосе
Хосе́ Гуадалу́пе Поса́да Агила́р (исп. José Guadalupe Posada Aguilár, 2 февраля 1852, Агуаскальентес — 20 января 1913, Мехико) — мексиканский художник-график, карикатурист, книжный иллюстратор.

## Биография
Читать, писать и рисовать его учил старший брат, школьный учитель. В 1871 стал публиковать политические карикатуры в местной газете El Jicote («Шмель»). После закрытия газеты, задевавшей власть, Посада переехал в Леон. Открыл лавочку гравюр, литографий, книг c иллюстрациями, афиш и т. п. продукции. С 1883 стал преподавать искусство литографии в городском училище. После наводнения 1888 и краха его торговли переехал в Мехико. Работал в либеральной газете Patria Ilustrada, которую издавал дед Октавио Паса. Прославился своими карикатурами на высшие классы, найдя для них форму, синтезировавшую традиционную мексиканскую культуру Праздника мёртвых, народные лубочные картинки и достижения графики модерна. В частности, широко известна его гравюра «Череп Катрины».
В годы Мексиканской революции был на стороне повстанцев. Но к концу жизни он уже значительно потерял популярность и был почти забыт. Умер в нищете.
Был погребен на бедном столичном кладбище Пантеон де Долорес по низшему разряду; поскольку за семь лет никто из родных или друзей не обратился с просьбой о его перезахоронении, его прах был перенесен в общую могилу.

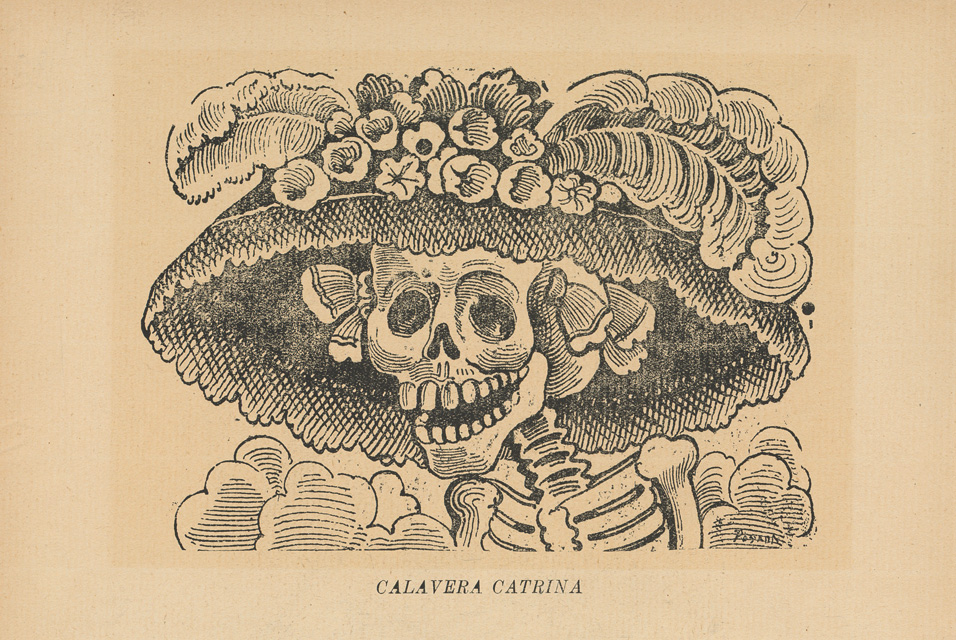
«Череп Катрины». Х. Г. Посада
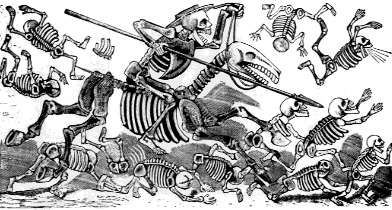
Дон Кихот. Х. Г. Посада
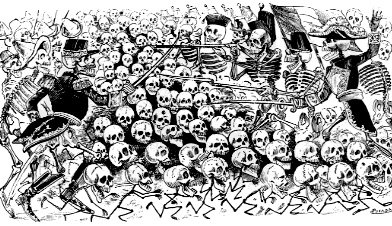
Битва при Пуэбле. Х. Г. Посада
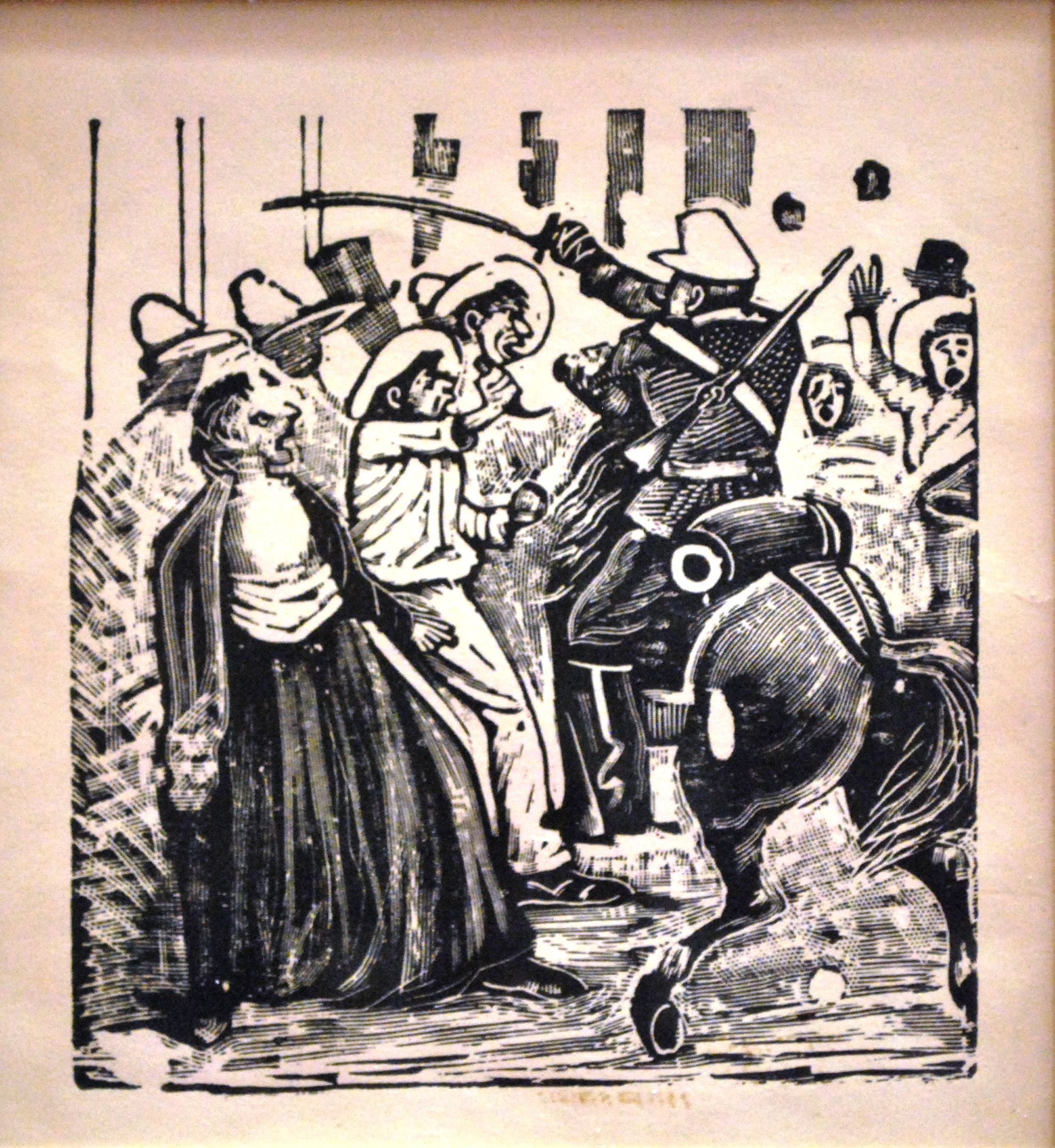
Манифестация против переизбрания Порфирио Диаса. Х. Г. Посада
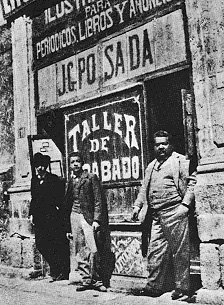
Витрина мастерской Посады

## Наследие
Его фигуру и творчество воскресили в 1920-х годах Диего Ривера и Хосе Клементе Ороско, на творчество которых он заметно повлиял. Представительное собрание его работ находится в Национальном институте изобразительного искусства и литературы в Мехико. В городе Агуаскалиентес действует посвященный художнику музей.